# Valerij Luk'jančenko
Valerij Vasil'evič Luk'jančenko in russo Валерий Васильевич Лукьянченко? (Vladivostok, 14 maggio 1942) è un ex schermidore sovietico, vincitore di una medaglia d'oro ai campionati mondiali di scherma.